# Jerzy Władysław Strzelecki
Jerzy Władysław Strzelecki (ur. 29 stycznia 1918 w Łodzi - zm. 8 kwietnia 2004 w Montrealu) – polski lotnik.
Syn działacza socjalistycznego i dyrektora Powszechnego Zakładu Ubezpieczeń Wzajemnych Władysława i działaczki kobiecej Janiny z Panasewiczów. Miał siostrę Anielę (1912–1944) i brata: socjologa, działacza socjalistycznego, powstańca warszawskiego Jana (1919—1988).
Podczas II wojny światowej służył jako lotnik w Royal Air Force w Wielkiej Brytanii (nr służbowy P-2826 / 704462). Podporucznik pilot w Polskich Siłach Zbrojnych.
Po II wojnie światowej na emigracji w Kanadzie, gdzie mieszkał w Montrealu. Założył rodzinę, jego żoną była Tamara. Pochowany na cmentarzu w Montrealu – NOTRE DAME DES NEIGES CEMETERY.